# Двойная запись
Двойна́я за́пись — способ ведения бухгалтерского учёта, при котором каждое изменение состояния средств организации отражается по крайней мере на двух бухгалтерских счетах, обеспечивая общий баланс.

## Определение
Российский теоретик бухгалтерского учёта Я. В. Соколов определяет двойную запись следующим образом: «двойная запись есть квалификация факта хозяйственной жизни в системе учётных координат, выполняемая согласно заранее принятым постулатам».

## Принцип двойной записи
Каждый факт хозяйственной жизни должен быть отражён непременно дважды: по дебету одного счёта и по кредиту корреспондирующего с ним счёта.
Каждый учётный счёт (регистр) состоит из двух частей: де́бета (левая сторона) счёта и кре́дита (правая сторона). В соответствии с одним из определений, дебет есть увеличение в счетах имущества и уменьшение в счетах чистого имущества, а кредит есть уменьшение в счетах имущества и увеличение в счетах чистого имущества. Основным принципом учёта при этом является выполнение в любой момент времени равенства (уравнения баланса):
Активы = Пассивы (причём последние равны сумме обязательств и капитала).
Активы отражают информацию (состав и стоимость) имущества и имущественных прав организации на определённую дату. Пассивы указывают на источники возникновения активов.
Для этого каждая двойная запись — проводка — изменяет или обе эти части, или одновременно увеличивает и уменьшает одну из них, обязательно сохраняя баланс. Увеличение активов отражается в дебете счетов, увеличение пассивов в их кредите. Действует закон сохранения: сумма дебетов всех счетов всегда равна сумме их кредитов (обеспечивая нулевое общее сальдо). Это позволяет легко контролировать правильность: если нет баланса, то где-то в учёте была допущена ошибка.
Например, когда учредитель внёс в уставный капитал 10 тыс. руб., это означает, что у компании появились активы (денежные средства) и обязательства перед учредителем. Будет сделана такая (двойная) запись:
Дт «Денежные средства» — Кт «Уставный капитал» (по 10 тыс. руб.)
Главное: метод двойной записи позволяет отследить источники получения и направления расходования средств: например, расходование денежных средств (отражаемое по кредиту счёта «Денежные средства») сопровождается сокращением кредиторской задолженности (в дебете счёта «Кредиторская задолженность») или увеличением сумм выданных авансов (в дебете счёта «Авансы выданные»). Также это позволяет через бухгалтерский баланс показать сводное финансовое положение организации.

## История
Первое применение двойной записи в истории человечества зафиксировано у инков: она применялась в кипу — универсальной и всеобъемлющей системе передачи и анализа статистической информации и принятия основанных на ней решений, охватывавшей всю их империю Тауантинсуйу.
Метод двойной записи независимо был изобретён в Корее во времена династии Корё (935—1392) в XI или XII столетии.
Первым известным человеком, использовавшим этот метод в Европе, был Аматино Мануччи, флорентийский купец; сохранились отдельные записи, которые он вёл в 1299—1300 годах для одного из подразделений компании Джованни Фарольфи в городе Салон-де-Прованс. Старейшие сохранившиеся бухгалтерские книги в Европе, сделанные методом двойной записи, относятся к 1340 году (счета казначейства Генуэзской республики). К концу XV века банкиры и торговцы Флоренции, Генуи, Венеции и Любека широко использовали этот метод. В 1391 г. итальянский историк Т. Зерби писал о существовании двойного учёта, при котором сумма по каждой хозяйственной операции записывалась дважды. В 1458 г. купец из Дубровника Бенедетто Которульи в книгу «О торговле и совершенном купце» включил главу о двойной бухгалтерии (поскольку эта книга была обнаружена относительно недавно, то до последнего времени автором двойной бухгалтерии многие сотни лет считался не Б. Которульи, а Лука Пачоли). Систематическое изложение принципа двойной записи в Европе связывают с именем итальянского монаха и математика Луки Пачоли (1445—1517), который описал его в своей книге «Summa de arithmetica, geometria, proportioni et proportionalita» (1494), а развитие эти принципы получили в трудах итальянского математика Джероламо Кардано (1501—1576) и фламандского математика и механика Симона Стевина (1548—1620). Историк бухгалтерского учёта Я. В. Соколов указывает при этом, что в книге Л. Пачоли не было теории учёта и не было науки: он только описал учётную процедуру. Двойная запись органически невозможна без единого обобщающего измерителя; следовательно, необходимым условием ведения бухгалтерского учёта по принципу двойной записи является ведение учёта в денежном (стоимостном) выражении.
Сами термины «двойная запись» и «двойная бухгалтерия» принадлежат итальянскому математику и бухгалтеру А. Тальенте (и относятся к 1525-му году). Термин «двойная бухгалтерия», изначально являвшийся синонимом термина «двойная запись», и имевший нейтральную стилистическую окраску, впоследствии стал носить негативный характер и часто использоваться в ошибочном смысле: в качестве обозначения факта существования «второй» бухгалтерии, отражавшей действительное, фактическое состояние дел. В российском бухгалтерском учёте двойная запись стала использоваться позднее второй половины XVIII века, а в широкое употребление вошла в первой половине XIX века.
В целом, в истории отмечено два подхода к определению того, чем является двойная запись: согласно первому из них, двойная запись, это лишь метод, приём учёта; согласно же другому — двойная запись, это — объективно действующий закон бухгалтерского учёта.

## Ошибки учёта: методы их выявления и исправления при двойной записи
Распространённые виды ошибок:
1. Неверная сумма.
2. Неверная корреспонденция (неверные счета).

Способы исправления:
- Дополнительная запись (дополнительная проводка) — используется в том случае, когда ошибка прошла сразу по двум счетам (то есть корреспонденция счетов верна), но указанная в проводке сумма меньше правильной. Тогда делается дополнительная запись с той же корреспонденцией счетов, но на недостающую сумму.
- Красное сторно — может использоваться как в том случае, когда ошибка в указании корреспонденции счетов, так и в том случае, когда корреспонденция верна, но произошло завышение в сумме операции. В первом случае, запись сначала повторяют красным цветом (в той же сумме), а затем вносят (обычным, чёрным цветом) в регистры проводку с правильной (верной) корреспонденцией счетов. Во втором случае красным цветом вносится (по тем же счетам) проводка на сумму завышения (что, соответственно, снижает сумму проводки до требуемой). Таким образом, красное сторно является для бухгалтерского учёта аналогом отрицательных чисел.
- Корректурный — применяется для исправления вовремя обнаруженных описок: неверный текст и/или цифра зачёркиваются, сверху пишется (и потом заверяется) правильное значение и/или текст[15].

## Проблемы принципа двойной записи

### Инфляцияискажает финансовые результаты, отражаемые в учёте
По мнению некоторых специалистов это недостаток метода. Но по МСФО (стандарты 29 и 36) эта проблема вполне решается методами переоценки, правда, при этом допустимы разные варианты учёта (есть неоднозначность).

### «Забалансовые» счета
Такие счета не участвуют в балансе (не являются активами или обязательствами организации в соответствии с применимыми правилами бухгалтерского учёта). Они допускаются в России и отражаются простой записью, но учёт по МСФО такого не допускает в принципе.
Примеры:
- стоимость ценностей, принятых на ответственное хранение;
- величина банковских гарантий (используются при смене таможенного режима грузов).

Поступление на забалансовый счёт отражается только по дебету счёта, выбытие — только по кредиту.

### Границы применимости двойной записи
Как указывает Я. В. Соколов, двойная запись может создавать иллюзию правильности там, где её (правильности) может не быть, поскольку принцип двойной записи может гарантировать лишь верность записи разносимых по счетам данных, но не верность самих данных. При этом Соколов выделяет шесть типов возможных ошибок, от которых не способна уберечь двойная запись:
1. Пропуск операции в бухгалтерском учёте (запись в принципе не была внесена в учётные регистры).
2. Повторение операции (одна и та же операция была внесена в регистры несколько раз).
3. Запись операции на неправильных счетах плана счетов бухгалтерского учёта (ошибочное отражение операции).
4. Неправильная оценка факта хозяйственной жизни.
5. Запись по дебету счёта (вместо кредита) и, соответственно, по кредиту (вместо дебета) корреспондирующего счёта.
6. Арифметическая ошибка при внесении записи в регистры[18].